# Nuoto ai Giochi della XXVII Olimpiade - 100 metri farfalla maschili
Si sono svolte 8 batterie di qualificazione. I primi 16 atleti si sono qualificati per le semifinali.

## Batterie
20 settembre 2000

### 1ª batteria
| Posizione | Atleta             | Paese      | Tempo   |
| --------- | ------------------ | ---------- | ------- |
| 1         | Anthony Ang        | Malaysia   | 55.26   |
| 2         | Andrey Gavrilov    | Kazakistan | 56.14   |
| 3         | Ioannis Drymonakos | Grecia     | 56.36   |
| 4         | Arturs Jakovlevs   | Lettonia   | 56.63   |
| 5         | Conrad Francis     | Sri Lanka  | 57.44   |
| 6         | Jin-Woo Kim        | Kenya      | 59.55   |
| 7         | Kamal Salman Masud | Pakistan   | 1:00.60 |

### 2ª batteria
| Posizione | Atleta                  | Paese                | Tempo |
| --------- | ----------------------- | -------------------- | ----- |
| 1         | Janko Gojkovic          | Bosnia ed Erzegovina | 55.55 |
| 2         | Aleksandar Miladinovski | Macedonia            | 55.62 |
| 3         | Mehdi Addadi            | Algeria              | 56.04 |
| 4         | Daniel O'Keeffe         | Guam                 | 56.05 |
| 5         | Roberto Delgado         | Ecuador              | 56.07 |
| 6         | Rikardur Rikardsson     | Islanda              | 56.11 |
| 7         | Stephen Fahy            | Bermuda              | 56.46 |
| 8         | Nicholas Rees           | Bahamas              | 57.23 |

### 3ª batteria
| Posizione | Atleta                   | Paese         | Tempo |
| --------- | ------------------------ | ------------- | ----- |
| 1         | Ravil Nachaev            | Uzbekistan    | 55.21 |
| 2         | Konstantin Ushkov        | Kirghizistan  | 55.25 |
| 3         | Simeon Makedonski        | Bulgaria      | 55.49 |
| 4         | Luc Decker               | Lussemburgo   | 56.10 |
| 5         | Cheng-Hua Tseng          | Taipei cinese | 56.39 |
| 5         | Haitham Hassan           | Egitto        | 56.42 |
| 7         | Albert Christadi Sutanto | Indonesia     | 56.50 |
| 8         | Dumitru Zastoico         | Moldavia      | 58.55 |

### 4ª batteria
| Posizione | Atleta              | Paese      | Tempo |
| --------- | ------------------- | ---------- | ----- |
| 1         | Simao Morgado       | Portogallo | 54.75 |
| 2         | Philippe Meyer      | Svizzera   | 54.85 |
| 3         | Andrew Livingston   | Porto Rico | 55.03 |
| 4         | Yoav Meiri          | Israele    | 55.38 |
| 5         | Dennis Otzen Jensen | Danimarca  | 55.70 |
| 6         | Yohan Garcia        | Cuba       | 55.74 |
| 7         | Ivan Mladina        | Croazia    | 56.17 |
| -         | Milorad Čavić       | Jugoslavia | SQ    |

### 5ª batteria
| Posizione | Atleta            | Paese       | Tempo |
| --------- | ----------------- | ----------- | ----- |
| 1         | Stefan Aartsen    | Paesi Bassi | 53.81 |
| 2         | Theo Verster      | Sudafrica   | 53.95 |
| 3         | Ouyang Kunpeng    | Cina        | 54.12 |
| 4         | Marcin Kaczmarek  | Polonia     | 54.32 |
| 5         | Jan Vitazka       | Rep. Ceca   | 54.34 |
| 6         | Pablo Martin Abal | Argentina   | 54.45 |
| 7         | Josh Ilika        | Messico     | 55.07 |
| 8         | Oswaldo Quevedo   | Venezuela   | 55.55 |

### 6ª batteria
| Posizione | Atleta           | Paese       | Tempo |
| --------- | ---------------- | ----------- | ----- |
| 1         | Takashi Yamamoto | Giappone    | 52.91 |
| 2         | Lars Frölander   | Svezia      | 53.14 |
| 3         | Anatoli Poliakov | Russia      | 53.30 |
| 3         | Ian Crocker      | Stati Uniti | 53.45 |
| 5         | James Hickman    | Regno Unito | 53.48 |
| 6         | Joris Keizer     | Paesi Bassi | 53.66 |
| 7         | Igor Martchenko  | Russia      | 53.98 |
| 8         | Peter Mankoč     | Slovenia    | 54.15 |

### 7ª batteria
| Posizione | Atleta           | Paese     | Tempo |
| --------- | ---------------- | --------- | ----- |
| 1         | Michael Klim     | Australia | 52.73 |
| 1         | Zsolt Gáspár     | Ungheria  | 53.29 |
| 3         | Denys Sylant'yev | Ucraina   | 53.34 |
| 4         | Thomas Rupprath  | Germania  | 53.57 |
| 5         | Jere Hård        | Finlandia | 53.67 |
| 6         | Andriy Serdinov  | Ucraina   | 53.90 |
| 7         | Ștefan Gherghel  | Romania   | 54.13 |
| 8         | Shamek Pietucha  | Canada    | 54.14 |

### 8ª batteria
| Posizione | Atleta            | Paese       | Tempo       |
| --------- | ----------------- | ----------- | ----------- |
| 1         | Geoff Huegill     | Australia   | 52.79       |
| 2         | Michael Mintenko  | Canada      | 52.90       |
| 3         | Tommy Hannan      | Stati Uniti | 53.54       |
| 3         | Franck Esposito   | Francia     | 53.54       |
| 5         | Daniel Carlsson   | Svezia      | 54.15       |
| 6         | Tero Valimaa      | Finlandia   | 54.24       |
| 7         | Francisco Sánchez | Venezuela   | 54.56       |
| -         | Christian Keller  | Germania    | Non partito |

## Semifinali
20 settembre 2000

### 1° semifinale
| Posizione | Atleta           | Paese       | Tempo |
| --------- | ---------------- | ----------- | ----- |
| 1         | Geoff Huegill    | Australia   | 51.96 |
| 2         | Takashi Yamamoto | Giappone    | 53.10 |
| 3         | Joris Keizer     | Paesi Bassi | 53.33 |
| 4         | Zsolt Gáspár     | Ungheria    | 53.45 |
| 5         | Denys Sylant'yev | Ucraina     | 53.51 |
| 5         | James Hickman    | Regno Unito | 53.55 |
| 7         | Tommy Hannan     | Stati Uniti | 53.59 |
| 8         | Stefan Aartsen   | Paesi Bassi | 53.81 |

### 2° Semifinale
| Posizione | Atleta           | Paese       | Tempo |
| --------- | ---------------- | ----------- | ----- |
| 1         | Michael Klim     | Australia   | 52.63 |
| 2         | Ian Crocker      | Stati Uniti | 52.82 |
| 3         | Lars Frölander   | Svezia      | 52.84 |
| 4         | Mike Mintenko    | Canada      | 53.00 |
| 5         | Thomas Rupprath  | Germania    | 53.18 |
| 6         | Anatoly Polyakov | Russia      | 53.32 |
| 7         | Franck Esposito  | Francia     | 53.38 |
| 8         | Jere Hård        | Finlandia   | 53.65 |

## Finale
21 settembre 2000
| Posizione | Atleta           | Paese       | Tempo |
| --------- | ---------------- | ----------- | ----- |
|           | Lars Frölander   | Svezia      | 52.00 |
|           | Michael Klim     | Australia   | 52.18 |
|           | Geoff Huegill    | Australia   | 52.22 |
| 4         | Ian Crocker      | Stati Uniti | 52.44 |
| 5         | Mike Mintenko    | Canada      | 52.58 |
| 6         | Takashi Yamamoto | Giappone    | 52.85 |
| 7         | Thomas Rupprath  | Germania    | 53.13 |
| 7         | Anatoly Polyakov | Russia      | 53.13 |